# Halowe Mistrzostwa Europy w Lekkoatletyce 1986 – pchnięcie kulą kobiet
Pchnięcie kulą kobiet – jedna z konkurencji technicznych rozgrywanych podczas halowych lekkoatletycznych mistrzostw Europy w hali Palacio de Deportes w Madrycie. Rozegrano od razu finał 23 lutego 1986. Zwyciężyła reprezentantka Republiki Federalnej Niemiec Claudia Losch. Tytułu zdobytego na poprzednich mistrzostwach nie broniła Helena Fibingerová z Czechosłowacji.

## Rezultaty

### Finał
Wystąpiło 11 miotaczek.

Opracowano na podstawie materiału źródłowego.
| Miejsce | Zawodniczka     | Wynik | Uwagi |
| ------- | --------------- | ----- | ----- |
| 1       | Claudia Losch   | 20,48 |       |
| 2       | Heidi Krieger   | 20,21 |       |
| 3       | Mihaela Loghin  | 19,07 |       |
| 4       | Nunu Abaszydze  | 18,44 |       |
| 5       | Petra Leidinger | 18,26 |       |
| 6       | Asta Hovi       | 17,84 | NR    |
| 7       | Stephanie Storp | 17,80 |       |
| 8       | Soňa Vašíčková  | 17,52 |       |
| 9       | Myrtle Augee    | 17,24 |       |
| 10      | Ursula Stäheli  | 17,02 |       |
| –       | Enriqueta Díaz  | NM    |       |